# Augustus Prew
Augustus Art "Gus" Prew es un actor inglés, más conocido por su interpretación como Ali en la película About a Boy.

## Biografía
Es hijo de Jonathan Prew y Wendy Dagworthy, su hermano menor es el actor Somerset Sidney Prew. 
Asistió a la escuela Latymer Upper en Hammersmith, Londres.

## Carrera
Prew ha aparecido en obras como Burning Ambitions y Relative. Fue miembro de la compañía de teatro YoungBlood; otros miembros de la misma son su hermano, Imogen Poots, Lucy Duncan, Katie Duncan y Laura Greenwood.
De 2001 a 2003 participó en series como 24Seven, The Bill y en la exitosa serie de espionaje Spooks, donde interpretó a Peter Ellis. En 2002 interpretó a Ali en la película About a Boy, protagonizada por Hugh Grant y Nicholas Hoult.
En 2007 se unió al elenco de la serie The Time of Your Life, donde interpretó a Dexter, el hijo de Amanda (Olivia Colman) e interés romántico de Kate (Genevieve O'Reilly), una mujer de 35 años que despierta después de estar en coma por casi 18 años y descubre que el mundo que ella conocía ha cambiado.
En 2008 se unió al elenco de la película The Secret of Moonacre, donde interpretó a Robin de Noir. En 2010 se unió a la película Charlie St. Cloud, donde interpretó a Alistair Wooley, el mejor amigo de Charlie St. Cloud (Zac Efron). Ese mismo año, encarnó a Kevin Lewis de joven en la película The Kid, con el actor Rupert Friend interpretando al Kevin adulto.
Prew apareció como actor recurrente en la serie The Borgias, interpretando al príncipe Alfonso de Nápoles de 2011 a 2012, cuando su personaje fue asesinado por el rey Charles VIII de Francia.
En 2013 apareció en la película Kick-Ass 2 como Todd "Ass-Kicker" Haynes. Ese mismo año se unió al elenco de la serie The Village en el papel de George Allingham, que interpretó de 2013 a 2014.
En 2014 apareció en la miniserie Klondike, donde interpretó a Byron Epstein, un joven que junto a su mejor amigo de la infancia, Bill Haskell (Richard Madden), busca encontrar fortuna en los territorios de Yukón durante la fiebre de oro; durante su viaje se enfrentarán a aventuras, emociones y peligros en cada movimiento.
En marzo de 2016 se anunció que Prew se había unido al elenco de la quinta temporada de la serie Prison Break, interpretando a Whip, amigo y compañero de celda de Michael Scofield (Wentworth Miller). En mayo del mismo año, se dio a conocer que el actor se integraría al elenco principal de la serie Pure Genius, dando vida a un cirujano veterano.

## Filmografía

### Series de televisión
| Año       | Título                                    | Personaje          | Notas                   |
| --------- | ----------------------------------------- | ------------------ | ----------------------- |
| 2023      | Nolly                                     | Tony Adams         | Miniserie; 3 episodios  |
| 2022      | The Lord of the Rings: The Rings of Power |                    |                         |
| 2017      | Prison Break                              | Whip               |                         |
| 2016-2017 | Pure Genius                               | James Bell         | Los 13 capítulos        |
| 2013-2014 | The Village                               | George Allingham   | 12 episodios            |
| 2014      | Klondike                                  | Byron Epstein      | 5 episodios - miniserie |
| 2014      | Major Crimes                              | Ryan Mills/Billy   | 2 episodios             |
| 2013      | NCIS                                      | Anton Markin       | episodio "Once a Crook" |
| 2011-2012 | The Borgias                               | Alfonso de Nápoles | 5 episodios             |
| 2008      | Silent Witness                            | Binyomin Marowsky  | 2 episodios             |
| 2007      | The Time of Your Life                     | Dexter             | 5 episodios             |
| 2003      | The Bill                                  | Jamie Heath        | episodio "136"          |
| 2003      | Spooks                                    | Peter Ellis        | episodio # 2.3          |
| 2001      | 24Seven                                   | Drew Jessup        |                         |

### Cine
| Año  | Título                 | Personajes      | Notas |
| ---- | ---------------------- | --------------- | --- |
| 2024 | Los juegos del amor    | Brannagan       | junto a Gina Rodriguez, Damon Wayans Jr., Joel Courtney, Liza Koshy, Ego Nwodim, Marin Hinkle y Tom Ellis |
| 2023 | Dear David             | Adam Ellis      | junto a Andrea Bang, René Escobar Jr., Cameron Nicoll y Justin Long                                       |
| 2018 | Ibiza                  | Miles           | junto a Gillian Jacobs, Vanessa Bayer, Phoebe Robinson y Richard Madden                                   |
| 2015 | High-Rise              | Munrow          | junto a Tom Hiddleston, Jeremy Irons, Sienna Miller, Luke Evans, Keeley Hawes y James Purefoy             |
| 2013 | Belt                   | Pete            | corto - junto a Joel Gillman                                                                              |
| 2013 | Kick-Ass 2             | Todd Haynes     | junto a Jim Carrey, Chloë Grace Moretz, Aaron Taylor-Johnson, Lyndsy Fonseca y Christopher Mintz-Plasse   |
| 2013 | Copperhead             | Ni Hagadorn     | junto a François Arnaud, Billy Campbell, Peter Fonda, Jason Patric, Angus Macfadyen y Lucy Boynton        |
| 2012 | Ablution               | Lucas           | corto - junto a Chantal Brown                                                                             |
| 2012 | Animals                | Ikari           | junto a Martin Freeman y Javier Beltrán                                                                   |
| 2010 | Sophie                 | Blake           | junto a Brittany Bristow, Erica Durance y John Rhys-Davies                                                |
| 2010 | Charlie St. Cloud      | Alistair Wooley | junto a Zac Efron                                                                                         |
| 2010 | The Kid                | Kevin Lewis     | junto a Ioan Gruffudd, Natascha McElhone, Rupert Friend, Jodie Whittaker, Bernard Hill y Alfie Allen      |
| 2010 | Hated                  | Joey            | junto a Matthew Hutchinson y Ellen Woglom                                                                 |
| 2009 | Nightclubbing          | Cathal          | corto - junto a Thom Hoffman                                                                              |
| 2008 | The Secret of Moonacre | Robin De Noir   | junto a Dakota Blue Richards, Ioan Gruffudd y Tim Curry                                                   |
| 2008 | Little Rikke           | Karl            | prestó su voz para el personaje                                                                           |
| 2005 | Marigold               | Jack Moore      | junto a Liam Noble                                                                                        |
| 2002 | About a Boy            | Ali             | junto a Nicholas Hoult                                                                                    |